# Die Möwe
Die Möwe (russisch Чайка Tschaika) ist ein Drama von Anton Tschechow aus dem Jahre 1895.

## Inhalt
Tschechows Stück spielt auf dem Land im zaristischen Russland in der damaligen Gegenwart (um 1895). In schrecklicher Langeweile öden die Gäste auf einem Landsitz einander an: Sie gehen sich mit kleinen Sticheleien auf die Nerven und machen sich so das Leben zur Hölle. 
Der Sohn einer Schauspielerin, Konstantin Gavrilovič Treplev, möchte Schriftsteller werden und hat ein kleines Theaterstück geschrieben, welches am Abend auf einer Bühne im Garten den Gästen vorgespielt werden soll. Die Hauptrolle spielt dabei seine Geliebte Nina. Das Stück spielt in 200.000 Jahren in der Zukunft, wo alle Lebewesen ausgestorben sind. Treplev leidet jedoch unter der ständigen Nörgelei seiner Mutter Arkadina, die sein schriftstellerisches Talent und sein ganzes Leben infrage stellt. Außerdem hat sie einen Freund, Boris Alekseevič Trigorin, der ebenfalls und bereits sehr erfolgreich Schriftsteller ist. Diesen Trigorin führt sie immer wieder an, wenn sie versucht, Treplevs Vertrauen in sich und seine Arbeit zu schwächen. Das freie, von Zwängen befreite Künstlerleben wird durch das Symbol der Möwe aufgetan und dieses Symbol wird von einer der Hauptfiguren Treplev grundlos abgeschossen und als Opfergabe Nina zu Füßen gereicht, die das Symbol nicht zu deuten weiß. Bei der Aufführung von Treplevs Stück kommt es schließlich zum Eklat, Mutter und Sohn geraten in Streit. Mehr und mehr zeigt sich, dass Nina sich zu Trigorin hingezogen fühlt, zu seinem Charme und seinem Erfolg, der Treplev bisher versagt war. Als Treplevs Mutter und Trigorin abreisen, um zurück nach Moskau zu gehen, verlässt Nina Treplev und schließt sich Trigorin an, um fortan als Schauspielerin an seiner Seite zu sein.
Jahre vergehen, und Treplev ist inzwischen auch ein erfolgreicher, aber einsamer Schriftsteller. Unerwartet taucht Nina, von Trigorin verlassen, wieder auf. Sie hatte nur einen kleinen Erfolg als Schauspielerin, und das Leben in Moskau hatte sie sich anders vorgestellt. Sie ist am Versuch, ihre Träume zu verwirklichen, gescheitert. Dennoch will sie nicht zu Treplev zurückkehren und verlässt ihn abermals. Fazit: Die Schriftstellerei hilft bei der existentiellen Suche nach Glück im Leben ebenso wenig wie die Liebe. Eine Wahrheit, die Treplev in den Selbstmord treibt, er erschießt sich schließlich.

## Entstehung und erste Aufführungen

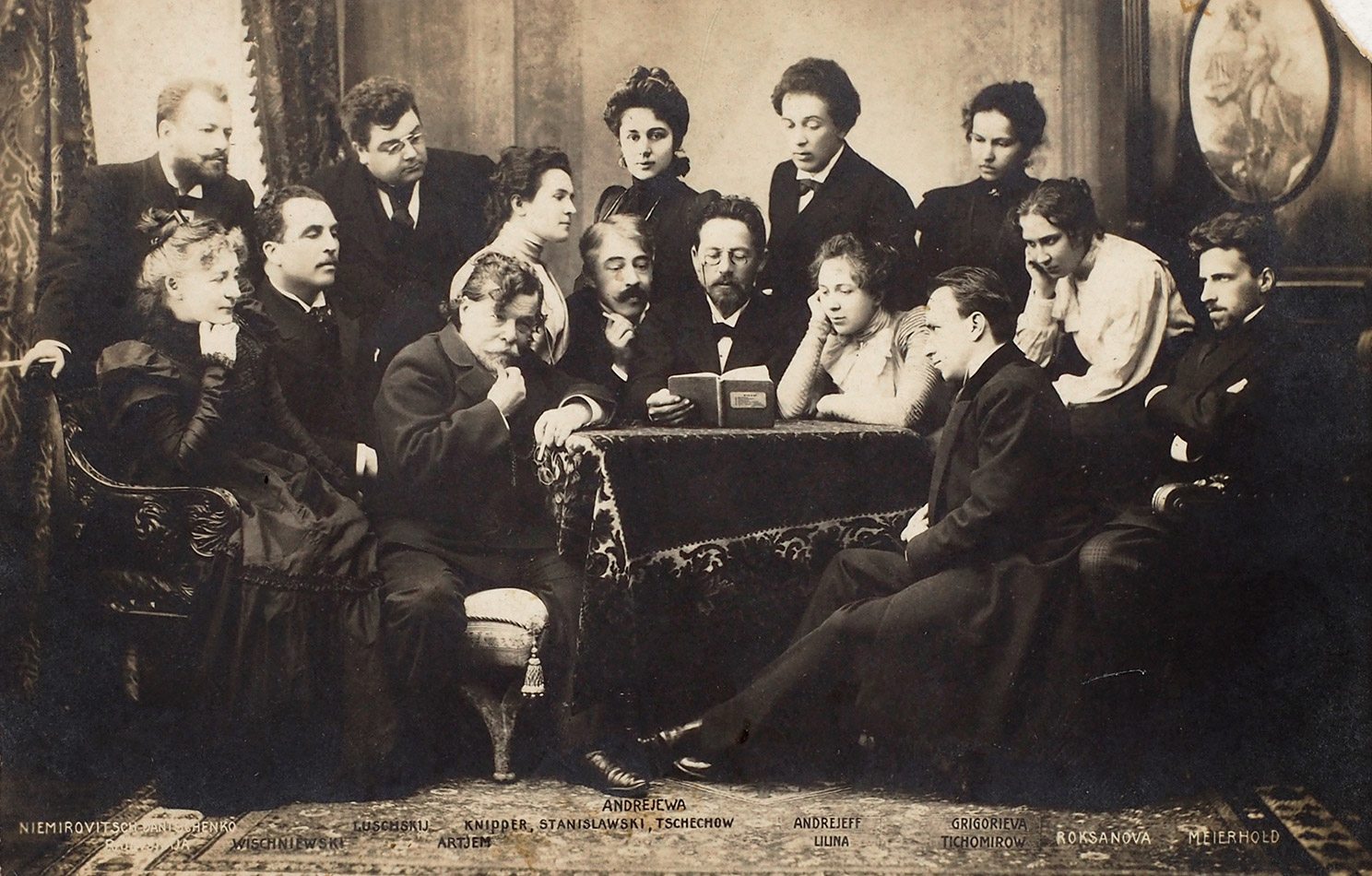
Anton Tschechow liest am Künstlertheater „Die Möwe“. (1899)

Tschechow begann im Oktober 1895 die Arbeit an der Möwe und beendete das Stück im Dezember. Er schreibt an seinen Verleger Alexei Suworin: „Zweitens, stellen Sie sich vor, schreibe ich an einem Stück, das ich, wahrscheinlich, nicht vor Ende November abschließen werde. Ich schreibe nicht ohne Vergnügen daran, obwohl ich mich schrecklich an den Bedingungen der Bühne vergehe. Eine Komödie, drei Frauenrollen, sechs Männerrollen, vier Akte, eine Landschaft (Blick auf einen See); viele Gespräche über die Literatur, wenig Handlung, ein Pud Liebe.“ Im Oktober 1896 übergab er dem Verleger das Manuskript für eine Buchausgabe.
In der Uraufführung am 17. Oktober 1896 im Alexandrinski-Theater in Sankt Petersburg spielte Wera Komissarschewskaja die Rolle der Nina. Die Premiere wurde ein spektakulärer Misserfolg. Tschechow kehrte frustriert auf sein Landgut in Melichowo zurück. Am 20. November 1896 schreibt er: „Ja, meine Möwe hatte in Petersburg, bei der ersten Vorstellung, einen Riesenmisserfolg. Das Theater atmete Bosheit, die Luft war explosiv vor Hass, und ich flog – den Gesetzen der Physik gehorchend – aus Petersburg davon wie eine Bombe.“
Noch im selben Jahr lernte er allerdings den Regisseur und Theaterreformer Konstantin Stanislawski kennen. Gemeinsam mit dem Regisseur und Dramaturgen Nemirowitsch-Dantschenko gründete Stanislawski 1898 das Moskauer Künstlertheater, in dem er alle späteren Stücke Tschechows uraufführte. Das Künstlertheater hatte sich zur Aufgabe gestellt, die Schauspielkunst zu reformieren. Statt Deklamation und Star-Theater setzte Stanislawski auf die Einfühlung des Schauspielers in die Rolle, um größtmögliche Wahrhaftigkeit zu erreichen. Die Stücke des damals noch wenig bekannten Tschechow passten in das künstlerische Konzept. So erbat sich Nemirowitsch-Dantschenko im Mai 1898 die von Tschechow überarbeitete Fassung der Möwe für eine Aufführung im Künstlertheater, die ein überwältigender Erfolg für das Theater und für Tschechow wurde. Olga Knipper spielte die Arkadina, Stanislawski den Trigorin und Wsewolod Meyerhold den Treplev. Das Theater gab sich fortan eine Möwe als Signet.
Stanislawski wurde ein wichtiger Förderer für Tschechows Theaterstücke und begründete – nicht zuletzt durch die zahlreichen Gastspielreisen des Künstlertheaters – den Weltruhm des Dichters. Tschechow selbst empfand Stanislawskis Interpretationen seiner Stücke als zwiespältig. Stanislawski inszenierte sie als melancholische „Stimmungsdramen“, was den Intentionen Tschechows nicht entsprach. Ein Brief an Alexander Tichonow belegt das: „Sie sagen, Sie hätten über meine Theaterstücke geweint. Sie sind nicht der einzige. Dazu habe ich sie aber nicht geschrieben. Stanislawski war es, der sie so rührselig gemacht hat. Ich wollte etwas ganz anderes. Ich wollte einfach und ehrlich sagen: schaut euch an, seht doch, wie schlecht und langweilig ihr euer Leben führt!“
Tschechow hat Die Möwe ausdrücklich als Komödie bezeichnet, um bereits durch diese Genre-Bezeichnung eine sentimentale Sicht zu verhindern. Der Theaterkritiker Gerhard Stadelmaier schrieb über das Stück: „‚Die Möwe‘ ist eine Komödienreise ins Herz der Finsternis. Die Kolportage schwebt: alles ganz leicht, nur angedeutet, skizziert, aber in Frostfarben, eisig genau.“ Tatsächlich ist das Stück keine „reine“ Komödie, sondern lebt von ständigen Brüchen zwischen komischen und tragischen Momenten, zwischen banalen Vorgängen und einem anspruchsvollen Diskurs über Kunst, zwischen tragischem Misslingen von Lebensentwürfen und lächerlicher Selbststilisierung.
Die deutsche Erstaufführung war am 1. November 1902 im Lobe-Theater in Breslau auf Grundlage einer Übersetzung von Wladimir Czumikow, der auch andere Werke von Tschechow übersetzte.

## Inszenierungen
- Die Möwe ist eines der häufig auf dem Spielplan der deutschsprachigen Schauspielhäuser erscheinenden Stücke.
- 1948/49: Piccolo eatro di Milano, Regie: Giorgio Strehler
- 1973: Schauspielhaus Bochum, Regie: Peter Zadek, mit Lola Müthel (Arkadina), Rosel Zech (Nina), Ulrich Wildgruber (Trigorin), Hermann Lause (Treplew), Hans Mahnke (Sorin), Brigitte Janner (Mascha)
- 1995 Schaubühne am Lehniner Platz, Regie: Andrea Breth, mit Libgart Schwarz, Imogen Kogge, Ulrich Matthes
- 2000 Wiener Festwochen im Akademietheater, Regie: Luc Bondy mit Gert Voss, Jutta Lampe, Johanna Wokalek und August Diehl. Die Aufführung wurde zur besten deutschsprachigen Aufführung gewählt und erhielt drei Nestroy-Theaterpreise.
- 2001 Deutsches Theater Berlin, Regie: Thomas Langhoff mit Corinna Harfouch (Arkadina) und Kathleen Morgeneyer (Nina)
- 2001: Im Rahmen des New York Shakespeare Festival präsentierte das Joseph Papp Public Theater (New York) im Central Park eine Inszenierung von Mike Nichols mit Meryl Streep (Arkadina), Kevin Kline (Trigorin), Natalie Portman (Nina), Philip Seymour Hoffman (Treplyov), Christopher Walken (Sorin), John Goodman (Shamrayev), Marcia Gay Harden (Mascha)
- 2006 Theater in der Josefstadt (Wien, Regie: Hans-Ulrich Becker) mit Andrea Eckert, Gerti Drassl, Florian Teichtmeister
- 2007 Royal Court Theatre (UK, Regie: Ian Rickson); Kristin Scott Thomas in der Rolle der Arkadina wurde mit dem Olivier Award ausgezeichnet. Die Inszenierung wurde 2008 vom Walter Kerr Theatre am Broadway in New York übernommen.
- 2007/2008 Royal Shakespeare Company, (UK, Regie: Trevor Nunn; Tournee, danach am West End Theatre, London)
- 2008 Deutsches Theater Berlin, Regie: Jürgen Gosch
- 2012 Staatstheater Karlsruhe, Regie: Jan-Christoph Gockel
- 2013 Schauspiel Frankfurt, Regie: Andreas Kriegenburg
- 2013 Deutsches Theater Göttingen, Regie: Mark Zurmühle
- 2014 Thalia-Theater Hamburg, Regie: Leander Haußmann, mit Barbara Nüsse als Arkadina und Jens Harzer als Trigorin
- 2014 Akademietheater Wien, Regie: Jan Bosse, mit Christiane von Poelnitz (Arkadina), Michael Maertens und Ignaz Kirchner
- 2016: Piccolo Teatro di Milano, Regie: Carmelo Rifici
- 2019: Residenztheater München, Regie: Alvis Hermanis, mit Sophie von Kessel als Arkadina
- 2021: punktlive in Koproduktion mit dem festival perspectives und dem Staatstheater Nürnberg, Regie: Cosmea Spelleken
- 2023: Schaubühne am Lehniner Platz, Regie: Thomas Ostermeier, mit Joachim Meyerhoff als Trigorin
- 2023/24: Markgrafentheater Erlangen, Regie: Katja Ott
- 2024: Theater Aachen, Regie: Alina Fluck

## Verfilmungen
- 1963: „Die Möwe“ (Deutschland, Fernsehfilm, Regie: Bohumil Herlischka) mit Hilde Krahl, Christine Ostermayer, Nicole Heesters
- 1968: „Die Möwe“ (USA/Großbritannien, Regie: Sidney Lumet) mit Simone Signoret, James Mason und Vanessa Redgrave
- 1970: „Die Möwe“ (UdSSR, Regie: Juli Karassik)
- 1974: „Die Möwe“ (Deutschland, Regie: Peter Zadek, Aufzeichnung einer Aufführung des Schauspielhauses Bochum)
- 2003: „Die Möwe“ (Deutschland, Regie: Gilbert Beronneau)
- 2003: „Die kleine Lili“ (Frankreich/Kanada, Regie: Claude Miller)
- 2007: „Nachmittag“ (Deutschland, Regie: Angela Schanelec)
- 2018: „The Seagull – Eine unerhörte Liebe“, (USA), Regie: Michael Mayer

## Ausgaben
- Anton Tschechow: Die Möwe. Stuttgart: Reclam. Deutsch/Russisch. Übersetzung von Kay Borowsky. ISBN 3-15-004319-0.
- Anton Tschechow: Die Möwe. Komödie in 4 Akten. Übers. u. hrsg. von Peter Urban. Zürich: Diogenes 1973. ISBN 3-257-20091-9.
- Die Möwe im Projekt Gutenberg-DE
- Englische Fassung im Project Gutenberg

## Sonstiges

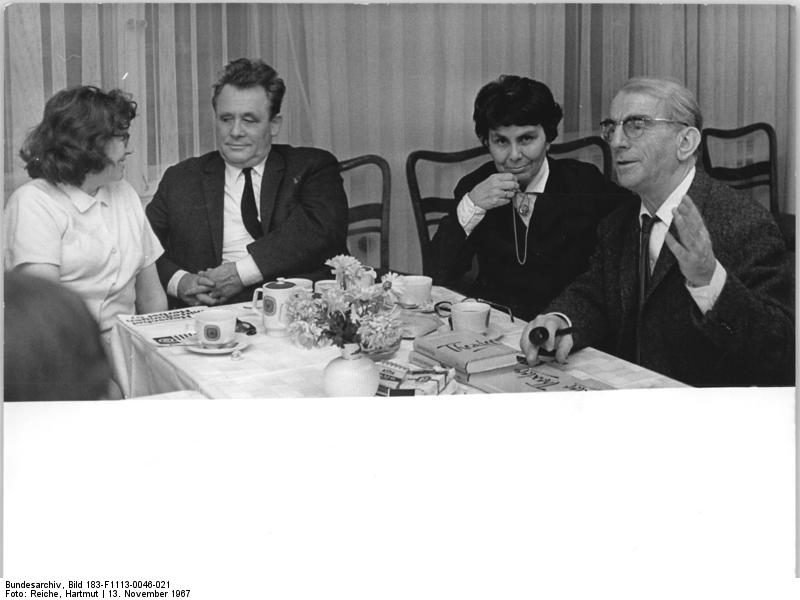
Veranstaltung im Ost-Berliner Klub „Die Möwe“ (1967)

In der DDR wurde der Ost-Berliner Künstlerklub „Die Möwe“, der in der Luisenstr. 18 sein Domizil hatte, nach dem Drama Tschechows benannt. Der Künstlerklub wurde durch das DDR-Kulturministerium, später durch den Gewerkschaftsbund FDGB und den Kulturfonds der DDR unterstützt. Die öffentliche Nutzung des Hauses „Die Möwe“ wurde staatlich zunehmender eingeschränkt, und es wurde zum Treffpunkt lokaler Gewerkschaftsprominenz um den FDGB-Vorsitzenden Harry Tisch. Heute befindet sich in dieser Liegenschaft die Vertretung des Landes Sachsen-Anhalt beim Bund.